# Rainer Piwek
Rainer Piwek (* 1965 in Bonn) ist ein deutscher Schauspieler.

## Leben
Piwek studierte von 1988 bis 1992 Schauspiel an der Hochschule der Künste Bern.  Im Jahr 1993 folgte sein erstes Engagement am Theater in Konstanz, in den folgenden drei Jahren arbeitete er am Schauspiel Hannover. Seit 1996 ist Piwek  als Schauspieler und Musiker freiberuflich tätig. Er gastiert mit eigenen Projekten unter anderem am Thalia-Theater und an der Staatsoper Graz.
Piwek gehört zu den Gründungsmitgliedern der A-cappella-Gruppe Jacqueline Kroll und des Trios Der 4. König. Seit 2003 war Rainer Piwek in diversen Film- und Fernsehproduktionen zu sehen.

## Musiker
Piwek ist auch als Musiker (Gitarre, Bass, Gesang) aktiv. Während der Leverkusener Jazztage 2006 übernahm er im Konzert müller des Gitarristen Lothar Müller, neben dem Schlagzeuger Albrecht Husen, die Rhythmusgitarre und den Gesang. Neben Gitarre beherrscht er noch zwei weitere Instrumente, Kontrabass und E-Bass.

## Filmografie (Auswahl)
- 2003: Tatort – Sonne und Sturm (Fernsehreihe)
- 2003: Tatort – Die Liebe der Schlachter
- 2003: Weihnachten im September
- 2004: Tatort – Abschaum
- 2004: Bella Block: Das Gegenteil von Liebe (Fernsehreihe)
- 2005: Das geheime Leben meiner Freundin
- 2005: Die Gerichtsmedizinerin (Fernsehserie, 4 Folgen)
- 2006: Wilsberg – Callgirls (Fernsehreihe)
- 2006: FC Venus – Angriff ist die beste Verteidigung
- 2006: Unter anderen Umständen (Fernsehreihe)
- 2007: Tatort – Das namenlose Mädchen
- 2007: Tatort – Blutsbande
- 2007: Wilsberg – Miss-Wahl
- 2007: Elvis und ich (Kurzfilm)
- 2007: Einsatz in Hamburg – Mord nach Mitternacht
- 2008: Was wenn der Tod uns scheidet?
- 2008: Die Lüge
- 2008: Das tapfere Schneiderlein
- 2009: Nachtschicht – Blutige Stadt (Fernsehreihe)
- 2009: Böseckendorf – Die Nacht, in der ein Dorf verschwand
- 2009, 2015: Notruf Hafenkante (Fernsehserie, verschiedene Rollen, 2 Folgen)
- 2009–2020: Der Lehrer (Fernsehserie, 78 Folgen)
- 2010: Da kommt Kalle (Fernsehserie, 2 Folgen)
- 2010: 380.000 Volt – Der große Stromausfall
- 2010: Stralsund: Außer Kontrolle (Fernsehreihe)
- 2012: Weihnachten … ohne mich, mein Schatz!
- 2012: Tatort – Todesschütze
- 2012: Mord mit Aussicht (Fernsehserie, Folge Das nennt man Camping)
- 2012: Der Fall Jakob von Metzler
- 2013–2017: Die Kirche bleibt im Dorf (Fernsehserie, 24 Folgen)
- 2014: Ein Sommer in Amsterdam
- 2014: Ein offener Käfig
- 2015: Stralsund: Kreuzfeuer
- 2015: Neben der Spur – Adrenalin (Fernsehreihe)
- 2015: Nord bei Nordwest – Der wilde Sven (Fernsehreihe)
- 2015: Tatort – Ätzend
- 2016: Solo für Weiss – Die Wahrheit hat viele Gesichter (Fernsehreihe)
- 2017: Am Ruder
- 2017: Nord Nord Mord – Clüver und die wilde Nacht (Fernsehreihe)
- 2017–2018: Tiere bis unters Dach (Fernsehserie, 9 Folgen)
- 2018: Sarah Kohr – Mord im Alten Land (Fernsehreihe)
- 2018: 13 Uhr mittags
- 2019: Größer als im Fernsehen
- 2021: Du sollst nicht lügen (Miniserie, Episode 1)
- 2022: SOKO Hamburg (Fernsehserie, Folge Kleingarten Eden)
- 2023: Mord oder Watt? – Ebbe im Herzen (Fernsehfilm)